# Chiroderma salvini
El murciélago de Salvin (Chiroderma salvini) es una especie de murciélago perteneciente al género Chiroderma que habita las selvas de América Central. También llamado murciélago de cara blanca o de grandes ojos, pues tiene como todas las especies de su género los ojos considerablemente mayores que los demás murciélagos. Otra peculiaridad es que en la nariz tiene una excrecencia en forma de hoja, que le sirve en la emisión sonora y en la localización del eco.
Los adultos pesan 13-15 gr, miden de 55 a 78 mm y poseen una envergadura de 27 a 32 cm. Frugívoro, se les observa remolineando a veces sobre los racimos de plátanos maduros.